# Jomalig
Jomalig est une municipalité insulaire de la province de Quezon, aux Philippines, et située en mer des Philippines.
L'île et la municipalité font 55 km2 pour 6 884 habitants au recensement de 2010. Elle est subdivisée en 5 barangays